# Deluxe Galaga
Deluxe Galaga est un jeu vidéo de type shoot them up développé par le Norvégien Edgar M. Vigdal, sorti en 1993 sur Amiga. C'est un clone du classique Galaga (1981) de Namco,.